# Ultraleichtfluggelände Kremmen OT Hohenbruch

i7
i11
i13
Das Ultraleichtfluggelände Kremmen OT Hohenbruch liegt im Ortsteil Hohenbruch der Stadt Kremmen im Landkreis Oberhavel in Brandenburg. Der Platzhalter und Betreiber ist der Flugdienst Oberhavel.

## Lage
Das Ultraleichtfluggelände liegt etwa 6,5 km nordöstlich von Kremmen.

## Flugbetrieb
Das Ultraleichtfluggelände besitzt eine Betriebsgenehmigung für Ultraleichtflugzeuge (motorgetriebene, aerodynamisch gesteuerte Ultraleichtflugzeuge und ultraleichte Tragschrauber sowie schwerkraftgesteuerte Ultraleichtflugzeuge). Es ist mit einer 360 m langen und 30 m breiten Start- und Landebahn aus Gras (Richtung 14/32) ausgestattet. Es dient dem gewerblichen Verkehr mit Ultraleichtflugzeugen des Platzhalters sowie dem Verkehr von Dritten mit dessen vorheriger Zustimmung (PPR). Es sind höchstens 300 Flugbewegungen pro Jahr zulässig.

## Geschichte
Das Ultraleichtfluggelände Kremmen OT Hohenbruch wurde am 25. August 2006 genehmigt. Die Betriebsaufnahme wurde am 1. September 2006 gestattet.